# República de l'Altai al Festival de la Cançó de Turkvisió
La República d'Altai va fer la seva primera aparició a l'edició inaugural, al I Festival de la Cançó de Turkvision que es va celebrar en Eskişehir, Turquia, en l'any 2013.
La República de l'Altai va participar només una vegada en una de les edicions celebrades fins avui, on van arribar a la cinquena posició gràcies a l'Artur Marlujokov. El seu segon representant hauria estat l'Emil Tolkochekov.

## Orígens del festival
Turkvision és un festival anual de cançons creat per TÜRKSOY en cooperació amb el canal de música turc TMB TV. Basat en el format similar del Festival de la Cançó d'Eurovisió, Turkvision s'enfoca principalment en els països i les regions turques participants. Els països i les regions participants han de participar en la semifinal. Un membre de jurat de cada nació atorga entre 1 i 10 punts per cada entrada, excepte la seva. Una quantitat de 12 a 15 nacions qualifiquen per a la Gran Final on el jurat determina qui és el guanyador. TÜRKSOY ha declarat que la televotació s'introduirà en el futur. A diferència del Festival de la Cançó d'Eurovisió en què el país guanyador procedeix a organitzar l'esdeveniment de l'any següent, l'organització de el Concurs de la Cançó de Turkvision es porta a terme al país o regió turca que també alberga el títol de 
Capital de l'Art i la Cultura Turca.

## Història
Van participar en la primera edició al costat de 23 països i regions de parla turca. On van obtenir la cinquena posició amb 189 punts.

### 2013 i 2014
El debut va ser el 2013.
Al juliol de 2014, es va anunciar la seva segona aparició. No obstant això, es va publicar una llista actualitzada amb els participants el 10 de setembre de 2014, en la qual ja no mostrava a la República d'Altai com un participant, encara que es desconeix per què no es mostren a la llista.

### Retorn el 2015
El 17 de novembre de 2015 va anunciar que la República d'Altai tornaria al concurs sense haver participat en 2014. Es va anunciar que l'Emil Tolkochekov va ser seleccionat internament per representar a la regió pel seu retorn. El 28 de novembre de 2015, la República d'Altai es va retirar del concurs, això va ocórrer després que el Govern rus va ordenar als membres de TURKSOY de Rússia que no competissin en l'esdeveniment.

### Festival de la Cançó de Turkvisió 2016
L'1 de juliol del 2016 es va confirmar que podien tornar a participar. No obstant, hi va haver un bombardeig a la ciutat turca, d'Istanbul i tot i que per part de Rússia van poder tornar al concurs es va cancel·lar. Va ser reprogramat per celebrar-se a Kazakhstan al Velòdrom Saryarka de la seva capital, Astanà.

## Participació
| No hi hauria participat en 2016 |           |                     |                                 |                     |                     |                     |                     |         |
| 2015                            | Istanbul  | Emil Tolkochekov    | Retirat                         | Retirat             | Retirat             | Retirat             | Retirat             | Retirat |
| 2014                            | Kazan     | No hi va participar | No hi va participar             | No hi va participar | No hi va participar | No hi va participar | No hi va participar |         |
| 2013                            | Eskişehir | Artur Marlujokov    | "Altayym Menin" (Алтайым Менин) | 5/12                | 189                 |                     |                     |         |